# Cum nimis absurdum
Cum nimis absurdum je papeška bula, ki jo je napisal papež Pavel IV. 14. julija 1555.
V buli, ki ima izrazito antisemitistično naravnanost (le-to opravičuje s tem, da so Judje bili po lastni krivdi (smrt Jezusa Kristusa) obsojeni na večno trpljenje), je tako navedeno:
- moški morajo nositi rumeno pokrivalo in ženske rumen robček,
- obvezne katoliške pridige na judovski sabat,
- ne smejo imeti nepremičnin,
- ne smejo opravljati medicino med katoličani,
- ustvarjen je Rimski geto,
- v mestu je lahko le ena sinagoga,...